# Жозеф Моньє
Жозеф Моньє (фр. Joseph Monier, 8 листопада 1823, Сен-Кантен-ла-Потрі, Франція — 12 березня 1906, Париж) — один з винахідників залізобетону.
Жозеф Моньє був садівником. З 1861 р. він шукав методи, як зробити садові діжки більш міцнішими. Звичайні горщики та бочки з глини були дуже важкими та крихкими. Дерев'яні були недовговічними. Спочатку він створив опалубку (вставив одну бочку в іншу з більшим діаметром), потім залив проміжок цементним розчином. Оскільки і ці бочки були ще крихкими, він вставив у бочку в каркас з залізного дроту. Для краси він замазав каркас цементним розчином. Після затвердіння вийшла діжка дивовижної міцності.
16 липня 1867 він отримав патент на свою укріплену садову діжку. Не зупинившись на цьому, продовжував свої експерименти і отримав ряд патентів в суміжних областях: укріплені залізом цементні труби і басейни (1868), залізоцементні панелі для фасадів будівель (1869), мости з залізоцементу (1873), залізобетонні балки (1878).
В 1886 німецький інженер Гюстав Вайс (Gustav Adolf Wayss, 1851–1917) купив патент Моньє та вдосконалив принцип залізобетону. Його досліди та заснування будівельної фірми Wayss & Freytag призвели до поширення ідеї Моньє по всьому світу.

## Біблоіграфія
- Bosc, J.-L. Joseph Monier et la naissance du ciment armé, Editions du Linteau, Paris, ISBN 2-910342-20-4, 2001.
- Iori, Tullia. Il cemento armato in Italia dalle origini alla seconda guerra mondiale, Edilstampa, Roma, 2001.
- Marrey, B. «Wissen Sie, was ein Moniereisen ist? Joseph Monier zum 100. Todestag», in Beton- und Stahlbetonbau, June 2006, n. 6 v. 101.